# Anula
Anula av Anuradhapura, död 42 f.Kr., var en regerande drottning i kungadömet Anuradhapura på Sri Lanka mellan 47 f.Kr. till 42 f.Kr. Hon är den första kvinnliga monarken Sri Lankas historia som man känner till. 

## Biografi
Anula var gift med kung Chore Naga (även kallad 'Coranaga' och 'Mahanaga'), som hon ska ha mördat genom gift av okända skäl. 
Hennes make efterträddes av Kuda Tissa, som möjligen var ett barn: oavsett, så var Anula den verkliga härskaren. Hon lät förgifta även Kuda Tissa, och gifte sig med palatsvakten Siva I, som hon placerade på tronen. Efter ett år och två månader lät Anula förgifta även Siva, och placerade sin tredje make, den tamilske snickaren Vatuka på tronen. 
Hennes tredje make regerade också ett år och två månader, innan han ersattes av Anulas fjärde make, vedbäraren Dharubhatika. Efter ett år och en månad, förgiftades även denna av Anula, som ersatte honom med sin femte make, den tamilske brahminen Niliya. 
Efter ytterligare ett halvår, lät Anula formellt utropa sig själv till regerande drottning. Hon regerade under fyra månader, under vilka hon ska ha haft sex med trettiotvå medlemmar av palatsgardet. 
Drottning Anula avsattes i en statskupp av Kutakanna Tissa, som efterträdde henne på tronen. Anula ska ha dödats i samband med kuppen: enligt en uppgift ska Kutakanna Tissa ha tvingat henne att undergå suttee, och enligt en annan, ska hon ha bränts inne i det palats där hon begått sina mord.

## Eftermäle
Drottning Anula har betraktats som ökänd i Sri Lankas historia, hennes regeringstid som ett exempel på förfallet av kungadömet Anuradhapura, och hon själv som ett exempel på allt en kvinna inte skulle göra. 